# Roddy MacGregor
Roddy MacGregor (* 21. Dezember 2001 in Inverness) ist ein schottischer Fußballspieler, der beim FC Queen’s Park unter Vertrag steht.

## Karriere

### Verein
MacGregor begann seine Karriere in seiner Geburtsstadt bei Inverness Caledonian Thistle. Im Mai 2018 war er einer von zehn Jugendspielern die mit einem Profivertrag ausgestattet wurden. Sein Debüt in der ersten Mannschaft gab er am 17. November 2018 bei einem 3:3-Unentschieden im Zweitligaspiel gegen Queen of the South. In der Saison 2019/20 schaffte er den Durchbruch bei den „Jags“ und bestritt 20 Einsätze in allen Wettbewerben. Inverness wurde in der Saison Vizemeister in der Liga hinter Dundee United und gewann den Challenge Cup. Sein erstes Tor für Inverness erzielte er am 10. November 2020 im schottischen Ligapokal bei einem 3:3-Unentschieden gegen die Raith Rovers. Sein erstes Ligator erzielte MacGregor einen Monat später bei einem 3:0-Sieg gegen Queen of the South. Mit dem Zweitligisten erreichte er 2023 das Finale im schottischen Pokal, das er mit der Mannschaft gegen Celtic Glasgow mit 1:3 verlor.

### Nationalmannschaft
Roddy MacGregor spielte im Jahr 2021 einmal für die Schottische U21-Nationalmannschaft gegen Nordirland als er für Josh McPake eingewechselt wurde.